# Henri-Évrard de Dreux-Brézé
Pour les articles homonymes, voir Dreux (homonymie).
Henri-Évrard, marquis de Dreux-Brézé, né le 6 mai 1762 à Paris et mort le 27 janvier 1829 dans la même ville, est grand maître des cérémonies de France à la fin de l'Ancien Régime et sous la Restauration.

## Blason
D'azur au chevron d'or accompagné en chef de deux roses d'argent et en pointe d'un soleil du sec,.

## Biographie

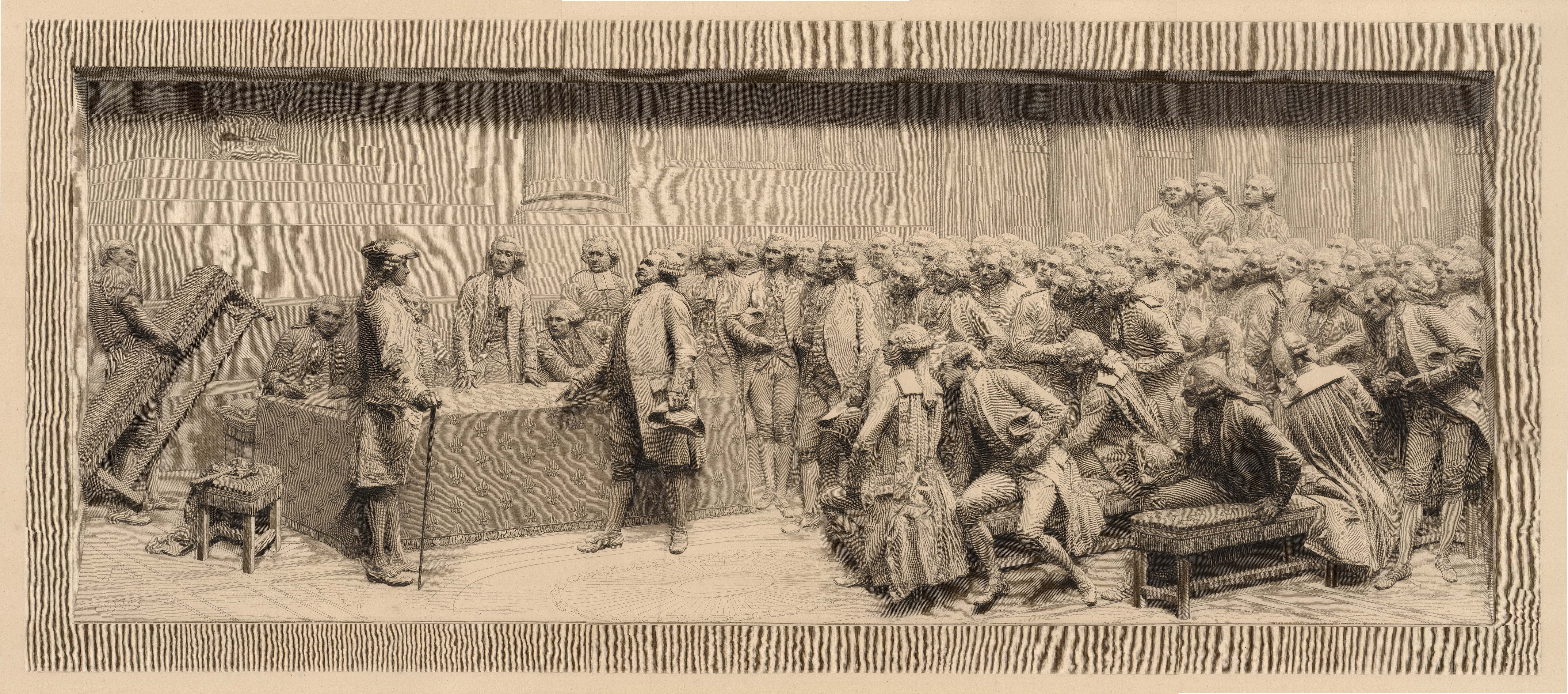
Séance royale du 23 juin 1789, d'après Jules Dalou.

Il est l'unique fils de Joachim de Dreux-Brézé et de Louise de Courtarvel de Pézé et le petit-fils de Thomas de Dreux-Brézé. Né en 1762, il est élevé à la campagne avant d'entrer à 14 ans dans la compagnie des cadets gentilshommes de l'École militaire. Sa carrière militaire tourne rapidement court.
En 1781, à la mort de son père, il reprend ses charges de grand maître des cérémonies de France. Il n'occupe pas effectivement sa charge avant 1787, date à laquelle il prépare l'Assemblée des notables convoquée sur ordre du roi par le ministre Charles-Alexandre de Calonne. En 1788, c'est la préparation des futurs états généraux de Versailles en 1789.
Après l'ouverture des États, il devient très vite l'objet de l'hostilité des députés du tiers état qui lui reprochent des humiliations volontaires, sur demande de la Cour. L'affrontement culmine lors de la séance royale du 23 juin 1789, quand Louis XVI décide de disperser l'Assemblée. Devant le refus des députés du Tiers et de quelques députés du clergé, Henri-Évrard de Dreux-Brézé vient rappeler l'ordre du roi à Bailly, doyen du tiers état.
Le comte de Mirabeau s'avance alors et aurait dit : « Allez dire à votre maître que nous sommes ici par la volonté du peuple, et que nous n'en sortirons que par la force des baïonnettes. » La formulation exacte de cette apostrophe est très contestée. Ainsi, Le Moniteur, dans son compte rendu de la séance publié le 25 juin 1789, rapporte une version beaucoup plus longue, qui correspond globalement à celle rapportée par Mirabeau lui-même dans une lettre à ses commettants :

« Oui, Monsieur, nous avons entendu les intentions qu'on a suggérées au Roi ; et vous qui ne sauriez être son organe auprès des États généraux, vous qui n'avez ici ni place ni voix, ni droit de parler, vous n'êtes pas fait pour nous rappeler son discours. Cependant, pour éviter toute équivoque et tout délai, je vous déclare que si l'on vous a chargé de nous faire sortir d'ici, vous devez demander des ordres pour employer la force ; car nous ne quitterons nos places que par la puissance des baïonnettes. »

Selon les recherches d'Emmanuel de Waresquiel, Dreux-Brézé, excédé de cette résistance, aurait répondu à Mirabeau : « Merde ! ».
Le 6 octobre 1789, il assiste à l'émeute des Parisiens qui force la famille royale à quitter Versailles pour Paris et à s'installer au palais des Tuileries.
En juin 1791, peu après l'arrestation de Louis XVI à Varennes-en-Argonne, Henri-Évrard de Dreux-Brézé est arrêté puis relâché. Il reprend son service à la Cour des Tuileries et défend en vain la famille royale lors de l'émeute du 10 août 1792. La famille royale emprisonnée, il retourne sur ses terres.
Il épouse Adélaïde Philippine de Custine dont il a trois fils :
- Scipion (1793-1845) ;
- Emmanuel (1797-1848) ;
- Pierre Simon (1811-1893).

En 1793, il émigre prudemment en Suisse, d'où il ne rentrera qu'en 1800.
En 1814, il accueille Louis XVIII à Calais, reprend ses fonctions de grand maître des cérémonies et est nommé pair de France. Il conserve sa charge pendant la Restauration, et ce jusqu'à sa mort en 1829.

## Représentations

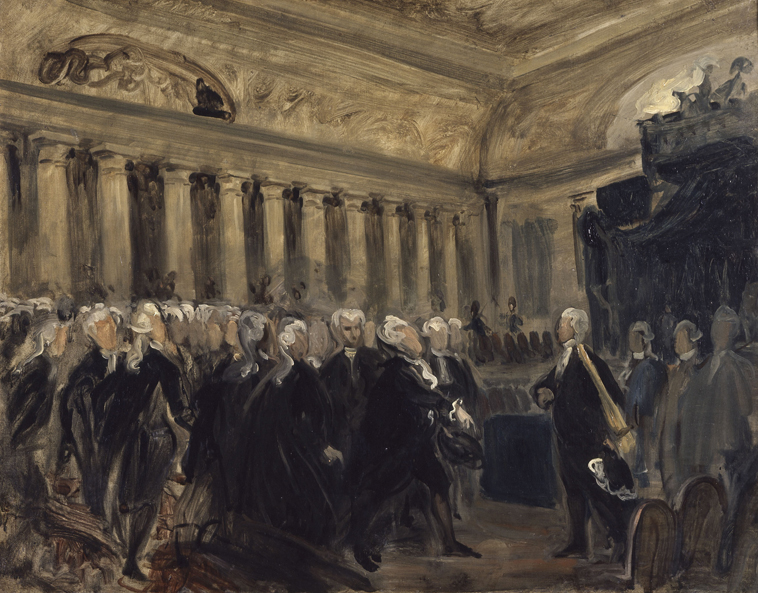
Mirabeau et Dreux-Brézé
esquisse de Delacroix, 1830
musée Eugène-Delacroix à Paris